# تربية الأحياء المائية في ألاسكا
ترتكز تربية الأحياء المائية في ولاية ألاسكا على إنتاج المحار والنباتات المائية. وتشتمل هذه الأنواع على محار المحيط الهادئ، والبلح الأزرق، والاسكالوب، وثور عشب البحر.
في ما مضى جرى حظر تربية الأسماك في ولاية ألاسكا من خلال سن النظام الأساسي ل ألاسكا رقم 16.40.210، ومع ذلك استمرت تربية الأحياء البحرية بتوفير إمدادات ثابتة من المنتجات السمكية في الولاية. العديد من المنظمات التي كانت تساعد في عملية الحظر، أصبحت الآن تشجع على تربية المحار والأنواع الأخرى.

## نظرة عامة

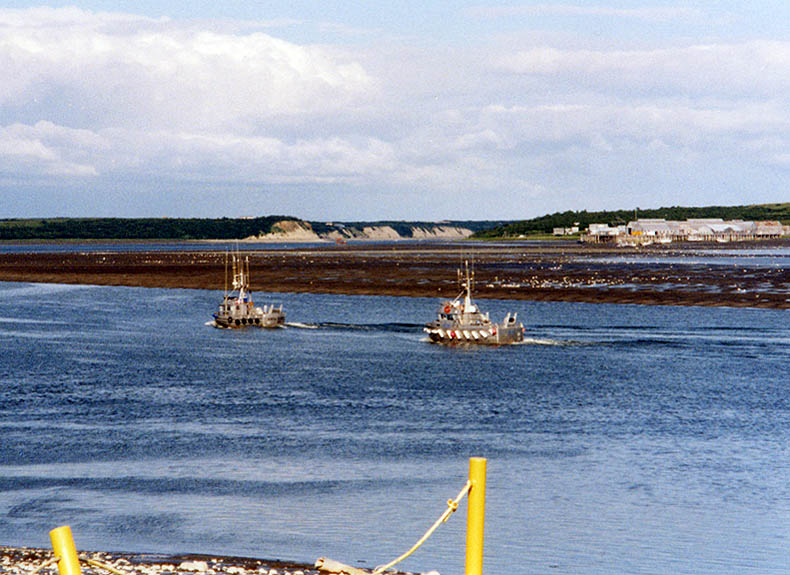
مراكب صيد السلامون في نهر Naknek River.

تعتبر تربية الأحياء المائية في ألاسكا موردا هاما ليس فقط للولاية، وإنما للبلد بأسره. ألاسكا تزخر بمجموعة متنوعة من الأسماك والمحار والنباتات والأنواع الأخرى، كل هذا يلعب دورا هاما في عملية تربية الأحياء المائية.إذ تهيمن المزارع التجارية للسلمون وأسماك الرنجة على عملية إنتاج الأسماك بألاسكا والتي تتمركز على طول الخط الساحلي للولاية حيث تنتج ما معدله 750 مليون باوند سنويا. كما تساهم أيضا المزارع التجارية للصدفيات إلى حد كبير في الإحصاءات السنوية المتعلقة برقم معاملات هذا القطاع إذ تم إنتاج 400 مليون باوند من المحار خلال سنة واحدة.

## الأنواع المنتجة

### سمك السلمون
مزارع سمك السلمون في مياه ألاسكا توفر واحدة من أهم الصناعات في ولاية ألاسكا. عند بداية سنة 1880، أصبحت مزارع السلمون القطاع المهيمن على تربية الأحياء المائية في ألاسكا. فعلى مدى أربع سنوات كان متوسط محصول سمك السلمون المنتج من قبل مربي الأسماك ما يقرب من 157 مليون سمكة أو ما مقداره 742 مليون باوند كما بلغ متوسط القيمة السنوية أكثر من 230 مليون دولار. العديد من سكان ألاسكا يعتمد إلى حد كبير على الحصاد السنوي لسمك السلمون للحصول على الدخل.
وتقع المزارع الرئيسية لسمك السلمون بألاسكا في يوكون، خليج بريستول، جنوب شرق يوكاتا، خليج كوك، شينيك كودياك، نهر النحاس، ومناطق الأمير ويليام.

### سمك الرنجة
لا زالت مزارع تربية أسماك الرنجة منذ بدايتها سنة 1880 تساهم في دعم مصايد الأسماك وإطعام السكان بألاسكا. ويجري صيد سمك الرنجة في أواخر الصيف. يبدأ وضع البيض في وقت مبكر من فصل الربيع في جنوب ألاسكا وينتهي منتصف شهور الصيف في شمال بحر بيرينغ.
وتقع المزارع التجارية الرئيسية لأسماك الرنجة في نورتون سوند، كيب رومانزوف، كوسكوكوي، خليج بريستول، شبه جزيرة ألاسكا، كودياك، ومناطق جنوب شرق ألاسكا. كما يمكن أيضا حصاد بيض الرنجة بعد وضعه من قبل الرنجة على الغطاء النباتي الساحلي.

### سرطان البحر
سرطان البحر هو المنتج الرئيسي والشهير على مستوى تربية الأحياء المائية في ألاسكا، وخاصة سرطان البحر الملكي، والذي يتضمن أنواعا ذات ألوان مختلفة من اللون الأزرق والقرمزي والذهبي والأحمر. السرطان الملكي الأحمر يهيمن على الأنواع الأخرى إذ يبقى مفضلا في عملية الإنتاج ويوجد غالبا في منطقة خليج بريستول، نورتون سوند، ومناطق أداك. الأنواع الأخرى من سرطانات البحر التي تحصد في مناطق ألاسكا تشمل، تانر كراب، سنو كراب، دونجينيس كراب.

### الأنواع الأخرى
الاسكالوب، يتم التقاطه قبالة الخليج الشرقي لولاية ألاسكا، إذ لا يزال يمثل أكثر الأنواع التجارية شيوعا في العالم.
خيار البحر، ويجري تربيته في جنوب شرق ألاسكا خلال أشهر الشتاء.
الإخطبوط والحبار، ويجري تربيته في بحر بيرنغ وخليج ألاسكا لأغراض تجارية.